# Linia kolejowa C-E 65
Linia kolejowa C-E 65 – ciąg transportowy międzynarodowego znaczenia wyznaczony na podstawie europejskiej umowy o głównych międzynarodowych liniach kolejowych (AGC) oraz na podstawie europejskiej umowy o ważnych międzynarodowych liniach transportu kombinowanego i obiektach towarzyszących (AGTC).
Magistrala kolejowa C-E 65 należy do VI Europejskiego Korytarza Transportowego łączącego państwa nadbałtyckie z krajami położonymi nad Morzem Adriatyckim i na Bałkanach. Na terenie Polski linie kolejowe PKP PLK tworzące ciągi C-E 65 mają przebieg południkowy i długość 620 kilometrów. Linia kolejowa C-E 65 na terenie Polski przebiega przez następujące miasta: Gdynia – Tczew – Chorzów Batory – Tychy – Bielsko-Biała – Zwardoń.